# 下田翔大
下田 翔大（しもだ しょうた、2002年7月9日 - ）は、日本の俳優、タレントである。
東京都出身。過去の所属事務所はアミューズ、ソニー・ミュージックアーティスツ。第二回スターキッズオーディションの審査員特別賞を受賞した。

## 出演

### テレビドラマ
- 猿ロック（2009年7月23日 - 10月15日、日本テレビ） - 山本健児（幼少期）役
- 臨場 続章 第8話（2010年6月2日、テレビ朝日） - 仲田周平 役
- 昔話法廷 第1回「三匹のこぶた」裁判（2015年8月10日、NHK Eテレ） - トン一郎（声） 役
- 24時間テレビドラマスペシャル（愛は地球を救う）『母さん、俺は大丈夫』（2015年8月22日、日本テレビ） - 佐々木証平 役[2]
- ふれなばおちん（2016年6月28日 - 8月16日、NHK BSプレミアム） - 小牧良 役 [3]
- アシガール（2017年9月23日 - 12月16日、NHK総合） - 速川尊 役
  - 特集ドラマ アシガール SP 超時空ラブコメ再び（2018年12月24日、NHK総合） - 速川尊 役

### 映画
- 世田谷区, 39丁目（2014年3月8日公開、若手映画作家育成プロジェクト） - 主演・航  役[4][5]
- くちびるに歌を（2015年2月28日公開、アスミック・エース） - 桑原サトル 役

### 劇場アニメ
- 夜明け告げるルーのうた（2017年5月19日、サイエンスSARU） - 主演・カイ 役（谷花音とダブル主演）

### その他のテレビ番組
- はっけん たいけん だいすき! しまじろう（2008年4月 - 2009年3月、テレビ東京）
- イブニングワイド 森田さんのとことん天気（2009年9月28日 - 2010年3月26日、TBS）「しょうたくん」名義での出演

### CM
- イオン セレブレイトスーツ編（2009年）
- ダイハツ工業 カフェプロジェクト（2009年）
- JCBカード ディズニー（2009年）
- ジョンソン・エンド・ジョンソン バンドエイド（2009年）
- ベネッセコーポレーション チャレンジ1年生（2009年）
- カゴメ 甘塾トマト鍋（2009年）
- パナソニック デジタルビデオカメラ 愛情サイズ（2010年）
- はごろもフーズ スパゲッティグラタン（2010年）